# Kanton Vitry-en-Artois
Kanton Vitry-en-Artois (francouzsky Canton de Vitry-en-Artois) byl francouzský kanton v departementu Pas-de-Calais v regionu Nord-Pas-de-Calais. Tvořilo ho 28 obcí. Zrušen byl po reformě kantonů 2014.

## Obce kantonu
- Bellonne
- Biache-Saint-Vaast
- Boiry-Notre-Dame
- Brebières
- Cagnicourt
- Corbehem
- Dury
- Étaing
- Éterpigny
- Fresnes-lès-Montauban
- Gouy-sous-Bellonne
- Hamblain-les-Prés
- Haucourt
- Hendecourt-lès-Cagnicourt
- Monchy-le-Preux
- Noyelles-sous-Bellonne
- Pelves
- Plouvain
- Récourt
- Rémy
- Riencourt-lès-Cagnicourt
- Rœux
- Sailly-en-Ostrevent
- Saudemont
- Tortequesne
- Villers-lès-Cagnicourt
- Vis-en-Artois
- Vitry-en-Artois